# Nitjieri
Nitjieri (georgiska: ნიჭიერი) är den georgiska versionen av Talang-formatet. Programmet heter "ნიჭიერი" (nitjieri, talang) på georgiska. Programmet lanserades på TV-kanalen Rustavi 2 den 1 februari 2010. Sångare, dansare, komiker, olika framträdanden och andra artister tävlade mot varandra för att vinna publikens stöd. Programmets vinnare mottog 500,000 lari (ca. 1,8 miljoner SEK). Programmet leddes av artisten Tika Patsatsia och Vano Tarchnisjvili. Domare var Maia Asatiani, Gega Palavandisjvili och Nika Memanisjvili.

## Första säsongen
Den första säsongen av "Nitjieri" startade den 1 februari 2010 och slutade med finalen den 3 maj 2010. Tävlingen vanns av sångaren Levan Sjavadze. På andra plats slutade sångerskan Gulnaz Goletiani, och den tredje platsen vanns även den av en sångerska, Mariam Kachelisjvili.
| N° | Namn                 | Talang            | Nummer i finalerna | % av röster | Plats |
| -- | -------------------- | ----------------- | ------------------ | ----------- | ----- |
| 1  | Next Level           | Hip-hopdans       | 9121               | 3,2 %       | 9     |
| 2  | Babi & Mari          | Sång & Kabaré     | 9122               | 5,4 %       | 6     |
| 3  | Levan Sjavadze       | Sång              | 9123               | 28,2 %      | 1     |
| 4  | Guga Tjqonia         | Beatbox           | 9124               | 4,1 %       | 7     |
| 5  | Avto Natsarasjvili   | Elbas             | 9125               | 2,0 %       | 11    |
| 6  | Ana Chantjaliani     | Sång (soulmusik)  | 9126               | 10,8 %      | 4     |
| 7  | "Parkuri"            | Parkour/akrobatik | 9127               | 2,1 %       | 10    |
| 8  | Verka & Giorgi       | Dans              | 9128               | 1,7 %       | 12    |
| 9  | Mariam Kachelisjvili | Sång (R&B)        | 9129               | 15,7 %      | 3     |
| 10 | Davit Robakidze      | Trolleri          | 9130               | 4,0 %       | 8     |
| 11 | Mariam Patjulia      | Sång (pop)        | 9131               | 5,8 %       | 5     |
| 12 | Gulnaz Goletiani     | Sång (folk)       | 9132               | 16,9 %      | 2     |

## Andra säsongen
Huvudartikel: Nitjieri 2011
Den andra säsongen av Nitjieri startade i mars år 2011. Vann gjorde sångaren Vano Pipia med hela 60,1 % av folkets röster i finalen. Jurygruppen som valde vilka talanger som skulle gå vidare från auditionturnén bestod av:
- Vano Dzjavachisjvili
- Sofia Nizjaradze
- Gega Palavandisjvili

Tävlingen sändes detta år från det filharmoniska konserthuset i Georgiens huvudstad Tbilisi.
| Namn                     | Röster (i %) | Plats |
| ------------------------ | ------------ | ----- |
| Vano Pipia               | 60,1 %       | 1     |
| Datikasjvilebis odzjachi | 8,6 %        | 2     |
| Acro Style               | 6,9 %        | 3     |
| Grupp "Tsmisda Giorgi"   | 6,3 %        | 4     |
| Natali Vepchvadze        | 6,0 %        | 5     |
| Mari Tomaradze           | 4,6 %        | 6     |
| Grupp "Pantomi"          | 2 %          | 7     |
| Nika da Keti             | 1,8 %        | 8     |
| Teona Korosjinadze       | 1,6 %        | 9     |
| Katarzisis dueti         | 1,2 %        | 10    |
| Sandro Tsiskadze         | 1,0 %        | 11    |